# Lan Wei
Lan Wei (China, 7 de mayo de 1968) es un clavadista o saltador de trampolín chino especializado en trampolín de 1 metro, donde consiguió ser subcampeón mundial en 1994.

## Carrera deportiva
En el Campeonato Mundial de Natación de 1994 celebrado en Roma (Italia), ganó la medalla de plata en el trampolín de 1 metro, con una puntuación de 375 puntos, tras el zimbabuense Evan Stewart (oro con 382 puntos) y por delante del estadounidense Brian Earley  (bronce con 351 puntos).